# Capaccio
Capaccio is een gemeente in de Italiaanse provincie Salerno (regio Campanië) en telt 20.934 inwoners (31-12-2004). De oppervlakte bedraagt 112,0 km², de bevolkingsdichtheid is 179 inwoners per km².
De volgende frazioni maken deel uit van de gemeente: Capaccio Scalo, Gromola, Laura, Licinella, Paestum, Ponte Barizzo, Spinazzo.
In Capaccio bevindt zich de archeologische plaats Paestum.

## Demografie
Capaccio telt ongeveer 7829 huishoudens. Het aantal inwoners steeg in de periode 1991-2001 met 9,4% volgens cijfers uit de tienjaarlijkse volkstellingen van ISTAT.
| Jaar | Inwoneraantal |
| ---- | ------------- |
| 1991 | 18.503        |
| 2001 | 20.238        |

## Geografie
Capaccio grenst aan de volgende gemeenten: Agropoli, Albanella, Cicerale, Eboli, Giungano, Roccadaspide, Trentinara.

## Geboren
- Camillo Bertarelli (1886-1982), wielrenner